# Scott 3
Scott 3 je třetí sólové studiové album amerického zpěváka Scotta Walkera. Vydáno bylo v březnu 1968 společností Philips Records a produkoval jej Johnny Franz, který s Walkerem spolupracoval i na dalších albech. Deska se umístila na třetí příčce Britské albové hitparády. Kromě autorských písní obsahuje coververze tří písní od Jacquese Brela.

## Seznam skladeb
1. It's Raining Today – 4:02
2. Copenhagen – 2:22
3. Rosemary – 3:22
4. Big Louise – 3:10
5. We Came Through – 1:59
6. Butterfly – 1:42
7. Two Ragged Soldiers – 3:07
8. 30 Century Man – 1:29
9. Winter Night – 1:45
10. Two Weeks Since You've Gone – 2:48
11. Sons Of – 3:45
12. Funeral Tango – 2:56
13. If You Go Away – 4:57